# Kolkunda, Chitapur
Kolkunda là một làng thuộc tehsil Chitapur, huyện Gulbarga, bang Karnataka, Ấn Độ.